# The Who
The Who er et engelsk rockband fra London, der i sin klassiske besætning bestod af guitarist og sangskriver Pete Townshend, sanger Roger Daltrey, bassist John Entwistle og trommeslager Keith Moon. Gruppen fik som en del af Den Britiske Invasion stor succes allerede med debutpladen The Who Sings My Generation i 1965. Numrene favnede både den power-pop, der appellerede den britiske ungdomskultur (især de såkaldte "mods") samtidig med, at især den rå "My Generation" såede frøene til punk-rocken et årti senere. Who's eget slogan var "Maximum R&B".

## Karriere
Efter et par tilløb i koncept-genren udgav de i 1969 det første af deres hovedværker, rockoperaen Tommy, en anderledes melodisk rockmusik med en spirituel undertone og en hidtil uhørt lydkvalitet. Tekstmæssigt er operaen en lidt løs historie om en dreng, der efter et forældre-påført traume lukker ned for alle sine sanseindtryk, men ender med at genopdage dem. I overført betydning er den et opgør med social forråelse/forførelse og et favntag med den personlige frigørelse. Albummet blev en kunstnerisk og kommerciel storsucces og blev af det engelske magasin Melody Maker udråbt til årets album. I 1975 blev det filmatiseret af Ken Russell med Roger Daltrey og Keith Moon på rollelisten. 
Succesen blev fulgt op af en lang turne, der blandt andet bragte dem til The Fillmore i San Francisco, Woodstockfestivalen, Tanglewood, Isle of Wright-festivalen samt Leeds.  Turneen kombinerede de tidligere sange med sangene fra Tommy og bragte undervejs gruppens i forvejen stærke sammenspil op på nye højder, hvor de færreste (om nogen) kunne være med. Albummet Live At Leeds fra 1970 markerer klimaks af denne periode og anses af mange som et af rockhistoriens bedste livealbums.
Inspireret af oplevelser fra turneen skulle næste udspil egentlig have været et ambitiøst multimedie-koncept benævnt Lifehouse, denne gang bygget op af live-optagelser omkring et fremtidstema: Musikkens frigørende kraft som modtræk mod et totalitært styre. Det højtflyvende koncept måtte efter nogle prøveoptagelser opgives i sin helhed, men hovedparten af sangene fandt ind i et mere traditionelt album Who's Next fra 1971, et album som blandt andre Rolling Stone anser som et af rockmusikkens bedste med sange som "Won't Get Fooled Again" og "Behind Blue Eyes". Den dengang helt nye synthesizer-teknik fik en fremtrædende plads i instrumenteringen. De frasorterede Lifehouse-sange, heriblandt "Join Together", "Pure and Easy" og "Relay" (der tekstmæssigt kan siges at tage forskud på de internet-bårne revolter i Mellemøsten) er siden blevet udgivet i forskellige sammenhænge. 
Gruppens sidste hovedværk, dobbeltalbummet Quadrophenia, udkom i 1973 og var endnu en rockopera. Pete Townshend har anset dette album som deres bedste med britisk ungdomskultur og -identitet som omdrejningspunkt. Titlen hentyder til, at de fire bandmedlemmer bærer fire forskellige ungdomstyper eller -identiteter gennem historien. Albummet blev filmatiseret i 1979 med bl.a. Phil Daniels og Sting på rollelisten.
Albummet Who Are You  fra 1978 blev det sidste med den originale besætning, udsendt kort før Keith Moons død. Som tema stiller det nok primært spørgsmålstegn ved den fortsatte relevans af rockmusikkens "dinosaur-grupper" (altså bl.a. dem selv).
Efter Keith Moons død blev den tidligere trommeslager fra The Small Faces og Faces, Kenney Jones, optaget i bandet, der formelt blev opløst i 1983 efter en omfattende afskedsturne i USA. Årsagen var angiveligt Pete Townshends efterhånden massive høreskade kombineret med manglende inspiration til nye sange. Siden blev de gendannet ved flere lejligheder, herunder til Live Aid i 1985. Kenney Jones forlod bandet i 1989. Ved liveoptrædener har The Who herefter optrådt med Simon Phillips og fra 1999 med Ringo Starrs søn Zak Starkey på trommer. 
De overlevende medlemmer har spillet igen regelmæssigt siden 2000 med forskellige backing-musikere og med særlig forkærlighed for velgørenhedsarrangementer som fx Live 8; denne gang dog hjulpet af diverse landvindinger indenfor høreteknologien, som de har fundet frem til blandt andet sammen med Neil Young.
The Whos sange anvendes som intro i alle tre C.S.I.-tv-serier.
Magasinet Rolling Stone har øverst i The Whos netbiografi tilkendegivet at "Sammen med The Beatles og The Rolling Stones udgør The Who Den guddommelige treenighed i britisk rockmusik". Rækken af musikere, der nævner The Who blandt deres vigtige inspirationskilder, er lang og inkluderer navne som Led Zeppelin, Queen, The Clash, Sex Pistols, U2, Pearl Jam, Blur og Oasis.

## The Who live
The Who blev i høj grad kendt for sine koncerter, som var karakteriseret af stor instrumental dygtighed og overskud, et højt lydtryk og som regel også ødelæggelse af diverse instrumenter. The Who viste om nogen gruppe hele spektret fra nuancer til vildskab; Pete Townshend med både sprøde og voldsomme akkorder tilsat store armsving og hop, Roger Daltrey kraftfuldt i forgrunden med sin mikrofon svingende omkring sig, Keith Moon med varierede tromme-fills og jonglerende med trommestikkerne, og så John Entwistle afslappet i baggrunden med fast greb om bassen og rytmen, men med hyppige tilskud af hurtige soloer.
Deres specielle signatur, ødelæggelse af instrumenter, var som udgangspunkt opstået mest af tilfældet, og af energisk ivrighed. Keith Moon spillede på sit første prøvejob med gruppen i 1964 deres trommesæt halvt i stykker (og blev optaget!) . I september 1964 i den lavloftede Railway Tavern i London kom Pete Townshend til at brække guitarhalsen op gennem loftet, smadrede derefter i frustration guitaren i gulvet, trampede på den, hvorefter han spillede videre med sin reserveguitar. Næste aften havde jungletrommerne givet fuldt hus, og Keith Moon leverede en gentagelse med trommesættet.
Aftenen på Railway Tavern er med på Rolling Stone's liste over 50 begivenheder, der ændrede rockens historie.
Rygtet om gruppens sceneshow gik foran gruppen, og under dens første besøg i Danmark, hvor der var planlagt fire koncerter i Folkets Hus i Helsingør og KB-Hallen i København (25. september 1965) samt Aarhushallen i  Aarhus og Karoline Mælkepoppen i Aalborg (26. september), gik publikum amok, stort set inden gruppen var begyndt at spille ved Aarhus-koncerten. Scenen blev stormet, og koncerten blev afbrudt, hvorefter publikum udøvede hærværk i betydeligt omfang i salen og efterfølgende udenfor. Det vakte stor skandale i byen på den tid.
En af The Whos kendteste tv-optrædener var The Smothers Brothers Comedy Hour i 1967 under deres USA-turne, hvor trommesættet skulle eksplodere som afslutning på netop "My Generation'". Keith Moon havde dog i smug øget krudtmængden betydeligt, hvilket kostede ham en alvorlig skade på armen. Pete Townshend fik gløder i håret og mistede sammen med Roger Daltrey midlertidigt hørelsen. Blandt gæsterne til programmet besvimede skuespillerinden Bette Davis. Musikkanalen VH1 placerede dette indslag som nr. 10 på deres liste over De 100 største musik-begivenheder på TV, og det kan sammen med andre rariteter ses på Jeff Steins dokumentar The Kids Are Alright fra 1979.
Pete Townshend har som forklaring på fænomenet instrument-ødelæggelse beskrevet det som en manifestation af ungdommelig rådvildhed og i dokumentaren sagt, at det "intet har med kunstnerisk kvalitet at gøre. Vi gør det bare". 
The Who har været noteret over 10 år i Guinness Book of World Records for at have leveret verdens højeste lydtryk under koncert, >120 dB i The Valley i maj 1976.

## Udenfor scenen
The Whos indbyrdes forhold var især i det første år præget af hyppige konflikter, men efter et internt opgør i Danmark fik Pete Townshend klart mandat til at være den ledende kreative kraft. Deres adfærd var også kendt for at gå ud over hotelværelser. Især Keith Moon med sine humørsvingninger førte an, oftest med fyrværkeri i toiletter og smadring af fjernsyn. Disse hændelser stjal overskrifter, førte til besøgsforbud på en del hoteller, og kom ofte til at flytte fokus fra musikken og Pete Townshends mere dybsindige ideer med den. 
Alligevel er især Townshends og Moons indbyrdes forhold præget af humor og stor respekt, hvilket kunne ses både på scenen og i talrige interviews.
I 1978 døde Keith Moon ironisk og tragisk af en overdosis piller, han tog for at kunne kvitte alkohol, blot 31 år gammel. 
I 2002 måtte bandet desuden sige farvel til John Entwistle, der ved starten af en turne døde i Las Vegas af et hjerteanfald, måske fremkaldt af kokain.

## Diskografi
Studiealbum + Live Album
- The Who My Generation (1965)
- A Quick One / Happy Jack (1966)
- The Who Sell Out (1967)
- Tommy (1969)
- Live At Leeds (1970)
- Who's Next (1971)
- Quadrophenia (1973)
- Odds & Sods (1974) Udgivet 28. september på Track Records
- Tommy the Movie (1975)
- The Who By Numbers (1975) Udgivet 18. oktober på Polydor
- Who Are You (1978)
- The Kids are alright - soundtrack (1979)
- Quadrophenia - soundtrack (1979)
- Face Dances (1981)
- It's Hard (1982)
- Whos Last (1984)
- Rarities, Vol. 1 (1984)
- Rarities, Vol.2 (1985
- Whos Missing (1985)
- Twos missing (1987)
- Join Together (1989)
- The Blues to The Bush (2000)
- Live at the Royal Albert Hall (2003)
- Endless Wire (2006)
- Amazing Journey - The Story of the Who (soundtrack) (2009)
- Quadrophenia - Live in London (2013)
- Live at Hyde Park (2015)
- Tommy - Live at Royal Albert Hall (2017)
- Live At Fillmore East 1968 (2018)
- WHO (2019)
- A Quick Live One at Monterey 1967 (2020)